# FDGB-Pokal der Jugend 1959
Der FDGB-Pokal der Jugend 1959 war die 8. Auflage des höchsten Fußball-Pokalwettbewerbs der Altersklasse 14–16 auf dem Gebiet der DDR, der vom FDGB in Verbindung mit dem Jugendausschuss der Sektion Fußball der DDR veranstaltet und durchgeführt wurde. Er begann am 22. März 1959 mit der Qualifikation und endete am 10. Mai 1959 mit dem Finale beim Endrundenturnier in Brandenburg an der Havel. Dabei setzte sich der SC Rotation Leipzig nach einem 4:1 im Finale gegen den SC Fortschritt Weißenfels durch.

## Teilnehmende Mannschaften
Am FDGB-Pokal der Jugend (B-Jugend) für die Altersklasse (AK) 14–16 nahmen jeweils zwei Mannschaften aus Ost-Berlin und den 14 Bezirken auf dem Gebiet der DDR, sowie die beiden Endspielgegner des vergangenen Jahres teil. Spielberechtigt waren Spieler bis zum 16. Lebensjahr (Stichtag: 1. September 1942 bis 31. Mai 1944).
Folgende Mannschaften qualifizierten sich für den FDGB-Pokal der Jugend:
| - Bezirk Rostock BSG Motor Wismar BSG Motor Stralsund - Bezirk Schwerin SG Dynamo Schwerin BSG Lokomotive Bützow - Bezirk Neubrandenburg BSG Empor Anklam BSG Lokomotive Pasewalk - Bezirk Potsdam SG Eintracht Glindow BSG Motor Luckenwalde - Ost-Berlin SG Adlershof ASK Vorwärts Berlin | - Bezirk Frankfurt (Oder) BSG Lokomotive Frankfurt/Oder BSG Stahl Stalinstadt - Bezirk Magdeburg SC Aufbau Magdeburg BSG Aktivist Staßfurt - Bezirk Halle SC Fortschritt Weißenfels SC Chemie Halle - Bezirk Leipzig SC Rotation Leipzig SG Zwenkau - Bezirk Cottbus SC Aktivist Brieske-Senftenberg BSG Lokomotive Cottbus | - Bezirk Dresden BSG Lokomotive Dresden BSG Motor Görlitz - Bezirk Karl-Marx-Stadt SC Wismut Karl-Marx-Stadt BSG Einheit Mittweida - Bezirk Erfurt BSG Motor Gotha SC Turbine Erfurt - Bezirk Gera BSG Einheit Schleiz SC Motor Jena - Bezirk Suhl BSG Traktor Gräfinau-Angstedt BSG Motor Oberlind |
| BSG Einheit Greifswald (Pokalverteidiger) und BSG Motor Süd Brandenburg (Vorjahresfinalist) | | |

## Qualifikation

### Modus
Die Qualifikation wurde im K.-o.-System ausgetragen und es wurde versucht, in 60 Minuten einen Gewinner auszuspielen. War danach kein Sieger gefunden, wurde ein Wiederholungsspiel mit getauschtem Heimrecht angesetzt. Wurde auch hier kein Sieger ermittelt, entschied das Los. Die Sieger der 3. Hauptrunde qualifizierten sich für das Endrundenturnier in Brandenburg an der Havel.

### 1. Hauptrunde
| Datum                  |                                 | Ergebnis |                               |
| ---------------------- | ------------------------------- | -------- | ----------------------------- |
| So 22. März, 14:00 Uhr | SC Wismut Karl-Marx-Stadt       | 1:4      | BSG Lokomotive Dresden        |
| So 22. März, 14:00 Uhr | BSG Motor Wismar                | 1:2      | SG Dynamo Schwerin            |
| So 22. März, 14:00 Uhr | BSG Empor Anklam                | 2:0      | BSG Motor Stralsund           |
| So 22. März, 14:00 Uhr | SG Adlershof                    | 2:0      | BSG Motor Süd Brandenburg     |
| So 22. März, 14:00 Uhr | SC Aufbau Magdeburg             | 2:2      | BSG Lokomotive Bützow         |
| So 22. März, 14:00 Uhr | SG Eintracht Glindow            | 3:3      | BSG Aktivist Staßfurt         |
| So 22. März, 14:00 Uhr | BSG Motor Oberlind              | 0:2      | BSG Motor Gotha               |
| So 22. März, 14:00 Uhr | SC Aktivist Brieske-Senftenberg | 1:0      | BSG Lokomotive Frankfurt/Oder |
| So 22. März, 14:00 Uhr | BSG Einheit Schleiz             | 6:0      | BSG Traktor Gräfinau-Angstedt |
| So 22. März, 14:00 Uhr | SC Turbine Erfurt               | 1:0      | SC Motor Jena                 |
| So 22. März, 14:00 Uhr | BSG Einheit Greifswald          | 5:1      | BSG Lokomotive Pasewalk       |
| So 22. März, 14:00 Uhr | BSG Motor Luckenwalde           | 1:2      | SC Fortschritt Weißenfels     |
| So 22. März, 14:00 Uhr | BSG Stahl Stalinstadt           | 1        | ASK Vorwärts Berlin           |
| So 22. März, 14:00 Uhr | BSG Motor Görlitz               | 0:1      | BSG Lokomotive Cottbus        |
| So 22. März, 14:00 Uhr | SC Chemie Halle                 | 2:2      | SC Rotation Leipzig           |
| So 22. März, 14:00 Uhr | SG Zwenkau                      | 2:0      | BSG Einheit Mittweida         |

 Wiederholungsspiele 
| Datum                  |                       | Ergebnis |                      |
| ---------------------- | --------------------- | -------- | -------------------- |
| So 29. März, 14:00 Uhr | BSG Lokomotive Bützow | :        | SC Aufbau Magdeburg  |
| So 29. März, 14:00 Uhr | BSG Aktivist Staßfurt | :        | SG Eintracht Glindow |
| So 29. März, 14:00 Uhr | SC Rotation Leipzig   | :        | SC Chemie Halle      |

### 2. Hauptrunde
| Datum                   |                           | Ergebnis |                                 |
| ----------------------- | ------------------------- | -------- | ------------------------------- |
| So 05. April, 14:00 Uhr | BSG Lokomotive Dresden    | :        | SC Aktivist Brieske-Senftenberg |
| So 05. April, 14:00 Uhr | BSG Motor Gotha           | 1:0      | BSG Einheit Schleiz             |
| So 05. April, 14:00 Uhr | BSG Lokomotive Cottbus    | 1:3      | SG Adlershof                    |
| So 05. April, 14:00 Uhr | SC Fortschritt Weißenfels | 3:0      | SG Zwenkau                      |
| So 05. April, 14:00 Uhr | BSG Empor Anklam          | 1:1      | BSG Einheit Greifswald          |
| So 05. April, 14:00 Uhr | SC Rotation Leipzig       | 3:0      | SC Turbine Erfurt               |
| So 05. April, 14:00 Uhr | BSG Aktivist Staßfurt     | 2:6      | ASK Vorwärts Berlin             |
| So 05. April, 14:00 Uhr | SG Dynamo Schwerin        | 2:2      | SC Aufbau Magdeburg             |

 Wiederholungsspiele 
| Datum                   |                        | Ergebnis |                    |
| ----------------------- | ---------------------- | -------- | ------------------ |
| So 12. April, 14:00 Uhr | BSG Einheit Greifswald | :        | BSG Empor Anklam   |
| So 12. April, 14:00 Uhr | SC Aufbau Magdeburg    | :        | SG Dynamo Schwerin |

### 3. Hauptrunde
| Datum                   |                           | Ergebnis |                                |
| ----------------------- | ------------------------- | -------- | ------------------------------ |
| So 19. April, 14:00 Uhr | SC Fortschritt Weißenfels | :        | BSG Motor Gotha                |
| So 19. April, 14:00 Uhr | SG Adlershof              | :        | Sieger aus Greifswald-Anklam   |
| So 19. April, 14:00 Uhr | SC Rotation Leipzig       | :        | Sieger aus Dresden-Senftenberg |
| So 19. April, 14:00 Uhr | ASK Vorwärts Berlin       | :        | Sieger aus Magdeburg-Schwerin  |

## Endrundenturnier
Das Endrundenturnier fand vom 9. bis 10. Mai in Brandenburg an der Havel (Bezirk Potsdam) auf dem Werner-Seelenbinder-Sportplatz statt.

### Halbfinale
| Datum                 |                           | Ergebnis  |                     |
| --------------------- | ------------------------- | --------- | ------------------- |
| Sa 09. Mai, 14:00 Uhr | SC Rotation Leipzig       | 3:2 n. V. | SG Adlershof        |
| Sa 09. Mai, 16:00 Uhr | SC Fortschritt Weißenfels | 1:0 n. V. | ASK Vorwärts Berlin |

### Spiel um Platz 3
| Datum                 |              | Ergebnis |                     |
| --------------------- | ------------ | -------- | ------------------- |
| So 10. Mai, 13:00 Uhr | SG Adlershof | 3:1      | ASK Vorwärts Berlin |

### Finale
| Datum                                                                           |                     | Ergebnis |                           |
| ------------------------------------------------------------------------------- | ------------------- | -------- | ------------------------- |
| So 10. Mai, 15:00 Uhr                                                           | SC Rotation Leipzig | 4:1      | SC Fortschritt Weißenfels |
| 1:0 Lindner, 2:0 Adler, 3:0 Lisiewicz, 3:1 Stich (Handstrafstoß), 4:1 Lisiewicz |                     |          |                           |